# Domenico Trigona di Sant'Elia
Domenico Trigona Naselli, principe di Sant'Elia (Palermo, 20 settembre 1828 – Palermo, 8 dicembre 1906), è stato un nobile e politico italiano.

## Biografia
Nacque a Palermo il 20 settembre 1828 da Romualdo, VIII principe di Sant'Elia, e da Laura Naselli Terrasini dei duchi di Gela. Sposò Maria Menabrea Richetta, figlia di Luigi Federico, marchese di Valdora, da cui ebbe una sola figlia, Laura Romualda, nata nel 1869.
Succeduto al padre - morto nel 1877 - al titolo di Principe di Sant'Elia in quanto primogenito, non svolse alcuna particolare attività.
Latifondista, uomo di corte e maestro di cerimonie alla stessa, fece parte della Consulta araldica nazionale e siciliana e per un breve periodo sedette nel consiglio comunale di Palermo. Deputato per tre legislature, e nominato senatore a vita nel 1896, nei due rami del parlamento fece parte dei gruppi liberali-conservatori ed ha svolto una minima attività a salvaguardia degli interessi della classe aristocratica della sua regione.
Morto a Palermo l'8 dicembre 1906 all'età di 78 anni, con lui si estinse la linea primogenita maschile del ramo dei Principi di Sant'Elia.